# 알포커
알포커(rPoker)는 게임브레인(Game Brain)이 만든 스마트폰포커 싱글플레이 게임이다. 알포커는 안드로이드용, 아이폰용으로 제작되었으며, 한국에서는 게등위 및 여가부 등의 정부의 사행성 규제에 의해 애플 앱스토어 출시가 제한되었다.

## 특징
인지과학기반의 포커 인공지능 설계를 도입하여, 사실적인 플레이를 즐길 수 있다.

## 출시일
대한민국에서는 구글 플레이 스토어를 비롯하여, 티스토어, 올레마켓, 네이버 등에 2013년 10월 18일 출시하였다.